# Paris (The Chainsmokers)
Paris è un singolo del gruppo musicale statunitense The Chainsmokers, pubblicato il 13 gennaio 2017 come primo estratto dal primo album in studio Memories...Do Not Open.
Il brano ha visto la partecipazione vocale della cantautrice statunitense Emily Warren.

## Tracce
Download digitale
1. Paris – 3:41

Download digitale – Remixes
1. Paris (VINAI Remix) – 3:38
2. Paris (LOUDPVCK Remix) – 3:51
3. Paris (Pegboard Nerds Remix) – 2:54
4. Paris (Jewelz & Sparks Remix) – 3:34
5. Paris (Party Thieves Remix) – 2:56
6. Paris (FKYA Remix) – 3:15

## Classifiche

### Classifiche settimanali
| Classifiche (2017)             | Posizione massima |
| ------------------------------ | ----------------- |
| Argentina                      | 17                |
| Australia                      | 4                 |
| Australia (dance)              | 1                 |
| Austria                        | 6                 |
| Belgio (Fiandre)               | 5                 |
| Belgio (Vallonia)              | 13                |
| Canada                         | 2                 |
| Canada (CHR/Top 40)            | 2                 |
| Canada (Hot AC)                | 14                |
| Danimarca                      | 2                 |
| Finlandia                      | 5                 |
| Francia                        | 29                |
| Germania                       | 3                 |
| Giappone                       | 34                |
| Irlanda                        | 3                 |
| Italia                         | 9                 |
| Messico                        | 2                 |
| Norvegia                       | 3                 |
| Nuova Zelanda                  | 5                 |
| Paesi Bassi                    | 4                 |
| Portogallo                     | 4                 |
| Regno Unito                    | 5                 |
| Repubblica Ceca                | 75                |
| Russia                         | 50                |
| Slovacchia                     | 4                 |
| Slovenia                       | 44                |
| Spagna                         | 30                |
| Stati Uniti                    | 6                 |
| Stati Uniti (adult top 40)     | 16                |
| Stati Uniti (dance)            | 11                |
| Stati Uniti (dance/electronic) | 1                 |
| Stati Uniti (pop)              | 3                 |
| Stati Uniti (rhythmic)         | 15                |
| Svezia                         | 2                 |
| Svizzera                       | 8                 |

### Classifiche di fine anno
| Classifica (2017) | Posizione |
| ----------------- | --------- |
| Brasile           | 111       |